# SLAM (портативна міна)
SLAM (англ. Selectable Lightweight Attack Munition) — американська багатоцільова малогабаритна міна, прийнята на озброєння сил спеціальних операцій ЗС США. Основним призначенням міни є знищення легкоброньованої техніки, літаків на аеродромах, складів боєприпасів тощо. Досить висока вражаюча здатність міни, при незначних масогабаритних параметрах, робить її дуже зручним засобом організації засідок на дорогах і диверсій. Так само відзначається зручність її застосування для захоплення полонених у тих ситуаціях, коли використання потужніших протитанкових мін може не тільки вразити транспортний засіб, але й знищити в ньому те, що потрібно розвідгрупі.
Створення міни було здійснено американською компанією Alliant Tech Systems, старт розробки відбувся в березні 1990. За даними на 2011 Alliant Tech Systems продовжує пропонувати міну потенційним покупцям. У 2011 році з'явилися повідомлення, що Alliant Techsystems отримала контракт на доопрацювання мін M4 SLAM до рівня M4A1 і виробництво тренувальних комплектів M320A1 до мін SLAM. Загальна сума операції складала 45,7 млн. дол. доларів.

## Принцип дії та будова
Знищення цілі при підриві міни здійснюється за допомогою ударного ядра.
Міна оснащується універсальним підривником з магнітним сенсором, пасивним інфрачервоним датчиком та електронним таймером, який ініціює підрив через 15, 30, 45 або 60 хвилин. Крім цього, можливе застосування в керованому варіанті за допомогою електродетонаторів M6. Міна забезпечена запобіжником, який взаємодіє з важелем введення у бойове положення на передній частині корпусу.
Випускається у таких основних модифікаціях:
- M2 (для сил спецоперацій) з пристроєм самонейтралізації, маркується зеленим кольором із чорною боєголовкою;
- M3 (для сил спецоперацій) керований варіант;
- M4 і M4E1 (для армії) з пристроєм самоліквідації, маркується зеленим кольором із зеленою боєголовкою.[1][4]

## Тактико-технічні характеристики
Вага міни – 1 кг.
Габаритні розміри 5,2×3,5×2,2 дюйми
Робоча дистанція інфрачервоного датчика – до 7,5 м.
Діапазон дистанцій, на яких ударне ядро зберігає вражаючий ефект – 0,12-7,5 м.
Тимчасовий інтервал для самонейтралізації чи самоліквідації – 4, 10 чи 24 години.
Водостійкість до глибин 2 метри.

## Додаткова література
- Jared Ledgard. Selectable Lightweight Attack Munition // A Soldiers Handbook, Volume 1: Explosives Operations. — Lulu.com, 2007. — С. 107. — ISBN 9780615147949.
- Allen Holmes, Henry H. Shelton. Selectable Lightweight Attack Munition (SLAM) // U.S. Special Operations Forces: 1996 Posture Statement. — DIANE Publishing, 1997. — С. 54. — ISBN 9780788149115.